# Йомен, Оуайн
О́уайн Себа́стьян Йо́мен (англ. Owain Sebastian Yeoman; род. 2 июля 1978, Чепстоу, Монмутшир) — валлийский актёр. Наиболее известен по ролям в ситкоме «Секреты на кухне», сериале телеканала HBO «Поколение убийц», а также ролью специального агента Уэйна Ригсби в телесериале «Менталист».

## Жизнь и карьера
Родился и вырос в Чепстоу, Монмутшир, Уэльс, где до сих пор живут его родители. Учился в Оксфорде, получив магистерскую степень по Английской литературе и был членом Оксфордского актёрского сообщества. Планировал продолжить обучение и получить докторскую степень, но не получил грант. Вместо этого работал в банке в районе Кэнэри-Уорф в Лондоне до того, как поступил в Королевскую академию драматического искусства, чтобы стать актёром.
В 2008 году сыграл сержанта Эрика Кошера в мини-сериале HBO «Поколение убийц» и терминатора Т-888 в пилотной серии телесериала «Терминатор: Битва за будущее».
С 2008 года по 2014 год играл в американском телесериале «Менталист». Он участвовал в каждом эпизоде вместе с Саймоном Бейкером, Робин Танни и Тимом Каном. В 2013 году было объявлено, что Йомен и его коллега Аманда Ригетти покидают шоу в шестом сезоне. В 2016 году исполнил роль Джулиана Кента в сериале «Элементарно».

## Личная жизнь
С декабря 2006 года по октябрь 2011 года Йомен был женат на актрисе Люси Дэвис. Свадьба прошла в Соборе Святого Павла в Лондоне.
7 сентября 2013 года Оуайн женился на своей подруге, дизайнере украшений Джиджи Яллоуз (англ. Gigi Yallouz) на частной вилле в Малибу, Калифорния. 24 марта 2015 года у них родилась дочь Эвер Белль Йомен (англ. Ever Belle Yeoman). 21 декабря 2020 года у пары родилась вторая дочь Финикс Зайон Йомен (англ. Phoenix Zion Yeoman).
Йомен является вегетарианцем и снялся для вегетарианской кампании организации PETA.